# Podgaje (Suchowola)
Podgaje – peryferyjna, niewielka część miasta Suchowoli w Polsce, w województwie podlaskim, w powiecie sokólskim. 
Rozpościera się w rejonie ulicy Podgaj, na północno-zachodnich rubieżach miasta, w kierunku na Głęboczyznę.